# Madrisabanen
Madrisabanen (på tysk: Madrisa Bahn) er en svævebane i kommunen Klosters-Serneus i distriktet Prättigau/Davos i den schweiziske kanton Graubünden.
Svævebanen forbinder byen Klosters med det store fritidsområde Madrisa nord for byen, der om vinteren er udgangspunktet – og midtpunktet – for et stort skiområde, og om sommeren er et familievenligt udflugtsmål med vandreruter og et stort legeland.
Banen, der blev indviet i 2005, er konstrueret af det schweiziske firma Garaventa, som er en søsterafdeling til Doppelmayr.

## Tekniske data
Madrisabanen har følgende tekniske specifikationer:
- Dalstationens højde: 1.141 m.o.h.
- Topstationens højde: 1.888 m.o.h.
- Vertikal stigning: 747 meter
- Banens længde: 2.280 meter
- Gennemsnitlig stigning: 35 %
- Maximal stigning: 60 %
- Antal pyloner: 10 stk
- Kablets diameter: 45 m
- Driftmiddel: Elektricitet
- Forbrug ved alm. drift: 324 kW
- Forbrug ved start: 496 kW
- Antal passagerer pr. gondol: 4
- Antal gondoler: 55 stk
- Turens varighed: 8 minutter
- Hastighed: 5 meter pr. sek.
- Kapacitet: 800 personer pr. time

## Links
- Turistsite om Madrisaområdet Arkiveret 2. marts 2012 hos  Wayback Machine (engelsk)
- Site om svævebanen Arkiveret 11. maj 2012 hos  Wayback Machine (tysk)
- Madrisabanen på Lift-World (engelsk)